# 瓊塔利區
5°38′42″S 79°05′11″W / 5.6449°S 79.0865°W
瓊塔利區（西班牙語：Distrito de Chontalí），是秘魯的一個區，位於該國北部卡哈馬卡大區的哈恩省，始建於1943年12月28日，面積428.6平方公里，海拔高度1,500米，2005年人口10,344，人口密度每平方公里24人。